# Efes (пиво)
Efes (Ефес) — популярна торговельна марка турецького пива. Належить пивоварній корпорації Anadolu Efes — безумовному лідеру турецького ринку пива, частка якого в обсягах продажів пива в Туреччині становить 89% (2009). Відповідно найпопулярніший сорт пива торговельної марки — пільзнер Efes Pilsen є найбільш продаваним пивом Туреччини.
Пиво торговельної марки Efes експортується на 60 зовнішніх національних ринків. Крім того пиво Efes виробляється у низці іноземних країн, в яких корпорація Anadolu Efes має власні виробничі підприємства, зокрема в Росії, Казахстані, Грузії.

## Історія
Історія Efes розпочалася 1969 року, коли пиво з такою назвою почали випускати дві турецькі броварні, об'єднані в групу компаній Efes Beverage Group. Торговельна марка і компанія-виробник отримали свою назву від назви давньогрецького міста, залишки якого були знайдені неподалік сучасного турецького міста Ізміра, в якому розташовується одна з броварень.
В наступному компанія стрімко розвивалася, кількість броварень на території Туреччини було доведено до п'яти. Обсяги виробництва пива компанії, левову частку якого складає продукція ТМ Efes, протягом 1969—2009 років збільшилися з 3 до 85 мільйонів декалітрів.
З другої половини 1990-х турецька компанія почала активно розвивати свій закордонний бізнес, будуючи нові та купуючи діючі броварні в інших країнах. Поряд з розвитком локальних брендів, на більшості таких зовнішніх ринків здійснюється активне просування бренду Efes, пиво якого наразі виробляються підприємствами компанії в Росії, Казахстані та Грузії.

## Різновиди
Провідним сортом торговельної марки Efes є:
- Efes Pilsen — пільзнер з вмістом алкоголю 5,0 %, продажі якого здійснюються на близько 60 національних ринках.

Крім цього торговельна марка включає ще декілька сортів пива, зокрема:
- Efes Dark — темне пиво з підвищеним вмістом алкоголю 6,1 %.
- Efes Light — сітле пиво зі зменшеним вмістом алкоголю 3,0 %.
- Efes Ice — льодове світле пиво зі вмістом алкоголю 4,2 %.
- Efes Xtra — міцне пиво зі вмістом алкоголю 7,5 %, випускається з 1993 року.
- Efes Fusion — пиво, що вариться із застосуванням світлого і темного солодів, з вмістом алкоголю 4,7 %. Розроблене для російського ринку. Виробляється російськими заводами Anadolu Efes, звідки також експортується на ринки деяких сусідніх країн, включаючи Україну.

Провідне пиво Efes Pilsen отримало численні нагороди на багатьох міжнародних змаганнях рейтингів пива, завдячуючи своїй якості та смаку. Протягом років бренд був багато разів нагороджений Золотою, Срібною або Бронзовою премією Міжнародного інституту якості Монд Селексион (фр. Monde Selection).